# Madtown
MADTOWN (кор. 매드타운) — южнокорейский бойз-бэнд из 7 участников, выступающий под лейблом J.Tune Camp.
Дебют состоялся 6 октября 2014 года с песней «YOLO» на музыкальном шоу M! Countdown.
На данный момент у группы 2 мини-альбома «YOLO» и «New World».

## Участники
| Сценический псевдоним | Сценический псевдоним | Имя          | Имя     | Дата рождения | Позиция в группе |
| Транскрипция          | Хангыль               | Транскрипция | Хангыль | Дата рождения | Позиция в группе |
| --------------------- | --------------------- | ------------ | ------- | ------------- | ---------------- |
| Мус (Moos)            | 무스                  | Ким Санбе    | 김상배  | 29.04.1991    | Лидер, рэпер     |
| Девон (Daewon)        | 대원                  | Пак Девон    | 박대원  | 17.03.1992    | Главный танцор   |
| И Гон (Lee Geon)      | 이건                  | И Кёнтак     | 이경탁  | 04.05.1992    | Главный вокалист |
| Джота (Jota)          | 조타                  | И Джонхва    | 이종화  | 15.02.1994    | Рэпер            |
| Хо Джун (Heo Jun)     | 허준                  | Хо Джун      | 허준    | 16.11.1994    | Вокалист         |
| Баффи (Buffy)         | 버피                  | Ким Джухён   | 김주현  | 15.06.1995    | Рэпер            |
| Хо (H.O)              | 호                    | Сон Джехо    | 송재호  | 18.06.1995    | Макнэ, вокалист  |

## Предебют
PRO C (Problem Children)
До дебюта MADTOWN Moos и Buffy были в дуэте PRO C. Они выпустили песни «Bad memory» и «Love Hurts». Логотип дуэта стал использоваться для MADTOWN.

## Карьера

### Дебют с мини-альбомом «Super Dedut» (YOLO).
Дебют MADTOWN состоялся 6 октября 2014 года. Они выступали со своей песней «YOLO» на сценах M! Countdown, Simple K-pop, Music Bank, Music Core, Inkigayo, Show Champion и The show. Заглавная песня расшифровывается так — «You Only Live Once»

### 2015—2016 года. Камбэк с ЕР «New world» и «Emotions»
9 марта J.Tune Camp выпустили тизер к новому мини-альбому на официальном канале YouTube. 12 марта вышел клип «New World». В тот же день состоялся релиз полного ЕР-альбома.
Весной 2016 было объявлено о возвращении ребят с новым альбомом «Emotions».
20 июня 2016 года состоялся релиз музыкального видео на заглавный трек «Emptiness». На следующий день, 21 июня, был выпущен весь альбом.

### Август 2016-ноябрь 2017: банкротство J.Tune camp и судебные разбирательства с GNI Ent.
В августе 2016 года J.Tune Camp объявили о своём банкротстве, закрыв агентство. Они продали команду менеджеров GNI Entertaiment за ничтожные 30 млн вон (менее 1,5 млн рублей). MADTOWN также перешли новому агентству. В марте 2017 генеральный директор GNI Ent был арестован за мошенничество.
Джота занимался продвижением группы и участвовал в шоу, также он был вынужден развозить стафф по домам и оплачивать все расходы из своего кармана, составлять расписание для группы. Из-за преступлений главы агентства пострадало 800 человек и суд изъял все имущество компании, чтобы оплатить неустойку. В июне группа была вынуждена покинуть общежитие. Весь персонал покинул агентство, однако участники все ещё были связаны контрактами, которые заканчивались только в 2021 году. В сентябре 2017 MADTOWN подали иск об аннулировании контрактов и в ноябре выиграли дело.

### Декабрь 2017-февраль 2018: дальнейшая судьба
Мус, Хо и Баффи решили пойти своим путём и оставили индустрию. Джота и Хо Джун решили заняться актёрством, а Девон с И Гоном продолжат заниматься музыкой. 10 февраля состоялся финал шоу The Unit, в котором приняли участие Девон и И Гон. Баффи зачислен на службу в морскую пехоту 20 ноября 2017 года.

## Дискография
| Название               | Подробности | Трек-лист |
| ---------------------- | --- | --- |
| Mad Town − Super Debut | • Выпущен 6 октября 2014 (Цифровые продажи) 9 октября 2014 (Физические продажи) • Лейбл J.Tune Camp, LOEN Entertainment | MADTOWN — Mad Town MADTOWN — YOLO MADTOWN — Stunning MADTOWN — What’s your number? MADTOWN — YOLO (inst.)           |
| Welcome to Madtown     | • Выпущен 12 марта 2015 (Цифровые продажи) 16 марта 2015 (Физические продажи) • Лейбл J. Tune Camp, LOEN Entertainment  | MADTOWN — LALALA MADTOWN — New World MADTOWN — Thinkin' about you MADTOWN — I’m Serious MADTOWN — New World (inst.) |